# Racing Club Luksemburg
Racing Club Luxembourg – klub piłkarski, mający swoją siedzibę w mieście Luksemburg.

## Historia
Klub powstał w 1907 roku. Był jednym z zespołów - założycieli 1. ligi Luksemburga w 1909 roku. W debiutowym sezonie 1909/10 zespół dotarł do finału, gdzie wygrał 3:2 z US Hollerich Bonnevoie i zdobył pierwszy tytuł mistrzowski. W następnym sezonie nie uczestniczył, a po roku przerwy był trzecim w kwalifikacji końcowej. Potem jeszcze w sezonach 1913/14 i 1917/18 powtórzył ten sukces. Kolejnym sukcesem klubu było zdobycie Pucharu kraju, wywalczone w sezonie 1921/22. Jednak po zakończeniu sezonu 1922/23, w którym zajął spadkowe 7. miejsce połączył się z wyżej kwalifikowanym klubem z miasta Luksemburg: Sportingiem tworząc nowy klub Spora.

## Sukcesy

### Trofea międzynarodowe
Nie uczestniczył w rozgrywkach europejskich (stan na 31-12-2016).

### Trofea krajowe
| \| \| Zdobyte trofea w rozgrywkach Luksemburga (stan na: 31-12-2017) \| |                                                                |      |                           |
| Rozgrywki                                                               | Osiągnięcie                                                    | Razy | Sezon(y)                  |
| Mistrzostwo                                                             | I miejsce                                                      | 1    | 1909/10                   |
| Mistrzostwo                                                             | II miejsce                                                     | 0    |                           |
| Mistrzostwo                                                             | III miejsce                                                    | 3    | 1911/12, 1913/14, 1917/18 |
| Puchar                                                                  | zdobywca                                                       | 1    | 1921/22                   |
| Puchar                                                                  | finalista                                                      | 0    |                           |
| II liga                                                                 | I miejsce                                                      | 2    | 1920/21, 1921/22          |
| II liga                                                                 | II miejsce                                                     | 0    |                           |
| II liga                                                                 | III miejsce                                                    | 0    |                           |
| Luksemburg                                                              | Zdobyte trofea w rozgrywkach Luksemburga (stan na: 31-12-2017) |      |                           |

## Stadion
Klub rozgrywa swoje mecze domowe na stadionie Josy Barthel w Luksemburgu, który może pomieścić 8,000 widzów.